# Justin de Viry
Joseph-François-Marie-Justin de Viry (Viry, 1 november 1737 – Parijs, 23 oktober 1813), meestal Justin genoemd was een Frans diplomaat en prefect van het veroverde Vlaamse Leiedepartement.

## Familie
Graaf Justin de Viry behoorde tot een van de oudste feodale geslachten uit Savoie, de familie De Sallenove, van wie de naam voor het eerst voorkwam in 1123. Hij was de zoon van François-Joseph de Viry (1701-1766), diplomaat en ambassadeur van het koninkrijk Sardinië-Piëmont in Londen en van Louise-Marie de Rochette. In 1761, pas 24, trouwde hij in Londen met de bijna tien jaar oudere Henrietta Jane Speed (1728-1783), dochter van de Britse kolonel Samuel Speed (1682-1731) die onder de hertog van Marlborough gediend had. Ze was vroeg wees geworden; de kinderloze veldmaarschalk Richard Temple (1675-1749), burggraaf Cobham, en zijn echtgenote Anne Halsey (ca. 1695-1660) namen haar onder hun hoede en lieten haar een aanzienlijk kapitaal na. Justin en Henrietta hadden één zoon, François Joseph Marie Henri (1766-1820). Na haar dood trouwde Justin de Viry met Josèphe de Rochefort (1755-1839) en had met haar vier kinderen, Albert Eugène François (1784-1813), François Joseph Henry Balthazar (1786-1809) en twee jongere vroeg overleden jongens.

## Loopbaan
Hij ving een diplomatenloopbaan aan in het voetspoor van zijn vader, als gevolmachtigd minister of ambassadeur in Den Haag, Londen, Madrid en Parijs.
Toen hij veertig werd en hem in het vooruitzicht werd gesteld dat hij, net als zijn vader, minister van Buitenlandse Zaken van het koninkrijk Sardinië-Piëmont zou worden, werd dit gedwarsboomd door een politieke ruzie en trok hij zich op zijn kasteel in Viry terug.
Toen de Franse Revolutie losbrak en Savoie door Franse troepen werd veroverd, koos Justin de Viry voor de nieuwe ideeën en werd hij onder de naam van citoyen Justin Viry maire van zijn dorp. Hij werd er zeer populair, ook al had hij in de moeilijkste periode ook korte tijden dat hij werd opgesloten of afgezet. Met tussenpozen bleef hij maire tot in 1799.

## Prefect van het Leiedepartement
Na 18 Brumaire sloot Justin de Viry zich onmiddellijk bij Bonaparte aan. Toen het korps van prefecten werd georganiseerd, werd hij op 2 maart 1800 tot eerste prefect van het Leiedepartement aangesteld. Viry, ondertussen 63 geworden, oefende zijn taak als prefect in grote mate uit zoals hij burgemeester was geweest: dicht bij de bevolking en méér als een 'vader' dan als een bestuurder. Hij was aanwezig op volksfeesten en gaf prijzen aan de winnaars van competities. Hij zocht de populariteit op en was van oordeel dat dit een goede manier was om zijn onderdanen te helpen in het integreren binnen een voor hen nieuw land. Wanneer vanuit Parijs strenge maatregelen werden opgelegd, wendde hij zijn diplomatieke talenten aan om ze gematigd toe te passen zonder dat dit in Parijs opviel. 
Vaak trok Viry op inspectiebezoek doorheen zijn departement. In 1803 ontving hij Bonaparte en Joséphine en trok met hen doorheen het departement, met tot slot een plechtige ontvangst in Brugge.

## Na Brugge
In februari 1804 werd Viry tot senator benoemd en vertrok naar Parijs. De functie was vooral ceremonieel. Bij de keizerskroning was hij bijzonder kamerheer voor paus Pius VII. In 1808 werd hij kamerheer van de keizer en tot comte de l'Empire bevorderd.
Toen Viry overleed, werd zijn stoffelijk overschot, zoals dat van andere senatoren onder het Keizerrijk, bijgezet in het Pantheon. In de vader werd ook de zoon François-Joseph de Viry geëerd, die aan een schitterende militaire loopbaan was begonnen, maar in juni 1809 bezweken was aan de gevolgen van de verwondingen die hij in de Slag bij Aspern-Eßling had opgelopen.